# Coupe du Liban de football
La coupe du Liban de football (كأس لبنان لكرة القدم) est une compétition de football créée en 1938, opposant des clubs libanais lors de rencontres à élimination directe. Avec quinze trophées remportés, Al-Ansar Club est de loin le club le plus titré de la compétition.

## Palmarès
- 1938 : Al Nahda 3-2 Helmi Sport
- 1939 : Helmi Sport 2-1 Homenetmen Beyrouth
- 1940 : Helmi Sport 5-3 Sikka
- 1941 : Al Nahda 4-2 Homenetmen Beyrouth
- 1942 : Non disputée
- 1943 : Homenetmen Beyrouth 3-2 Al Nahda
- 1944 : Non disputée
- 1945 : Al Nahda 3-2 Racing Club de Beyrouth
- 1946 : Non disputée
- 1947 : Al Nahda 2-1 Abgramian
- 1948 : Homenetmen Beyrouth 1-0 Racing Club de Beyrouth
- 1949-1950 : Non disputée
- 1951 : Al Shabiba 4-2 Nejmeh SC
- 1952 : Al Shabiba 8-1 Homenetmen Beyrouth
- 1953-1961 : Non disputée
- 1962 : Homenetmen Beyrouth 4-2 Shabiba Al-Mazra
- 1963 : Non disputée
- 1964 : Safa Beyrouth 1-0 Nejmeh SC
- 1965-1970 : Non disputée
- 1971 : Nejmeh SC 3-1 Safa Beyrouth
- 1972-1985 : Non disputée
- 1986 : Safa Beyrouth 1-0 Al-Ansar Club
- 1987 : Nejmeh SC 2-0 Al Tadamon Beyrouth
- 1988 : Al-Ansar Club 1-0 Shabab Al-Sahel
- 1989 : Nejmeh SC 4-0 Al Tadamon Sur
- 1990 : Al-Ansar Club 3-2 Safa Beyrouth
- 1991 : Al-Ansar Club 2-1 Safa Beyrouth
- 1992 : Al-Ansar Club 2-0 ap Harakat Al-Shabab Tripoli
- 1993 : Al Bourj Beyrouth 4-1 Homenmen Beyrouth
- 1994 : Al-Ansar Club
- 1995 : Al-Ansar Club 1-0 Safa Beyrouth
- 1996 : Al-Ansar Club 4-2 ap Nejmeh SC
- 1997 : Nejmeh SC 2-0 Al-Ansar Club
- 1998 : Nejmeh SC 2-1 Homenmen Beyrouth
- 1999 : Al-Ansar Club 2-1 ap Homenmen Beyrouth
- 2000 : Shabab Al-Sahel 1-1 (5-4 tab) Safa Beyrouth
- 2001 : Al Tadamon Tyr 2-1 Al-Ansar Club
- 2002 : Al-Ansar Club 2-0 Al Ahed Beyrouth
- 2003 : Olympic Beyrouth 3-2 ap Nejmeh SC
- 2004 : Al Ahed Beyrouth 2-1 ap Nejmeh SC
- 2005 : Al Ahed Beyrouth 2-1 Olympic Beyrouth
- 2006 : Al-Ansar Club 3-1 Club Sagesse
- 2007 : Al-Ansar Club 3-1 Al Ahed Beyrouth
- 2008 : Al Mabarrah Beyrouth 2-1 Safa Beyrouth
- 2009 : Al Ahed Beyrouth 2-0 Shabab Al-Sahel
- 2010 : Al-Ansar Club 2-1 Al Mabarrah Beyrouth
- 2011 : Al Ahed Beyrouth 3-0 Safa Beyrouth
- 2012 : Al-Ansar Club 2-1 Nejmeh SC
- 2013 : Safa Beyrouth 2–1 Shabab Al-Sahel
- 2014 : Salam Zgharta 1–0 ap Tripoli SC
- 2015 : Tripoli SC 2–1 Nejmeh SC
- 2016 : Nejmeh SC 0-0 (tab 5-4) Al Ahed Beyrouth
- 2017 : Al-Ansar Club 1-0 Safa Beyrouth
- 2018 : Al Ahed Beyrouth 0-0 (tab 4-1) Nejmeh SC
- 2019 : Al Ahed Beyrouth 1-0 Al-Ansar Club
- 2020 : Non disputée
- 2021 : Al-Ansar Club 1-1 (3-1 tab) Nejmeh SC
- 2022 : Nejmeh SC 2-1 Al-Ansar Club
- 2023 : Nejmeh SC 0-0 (tab 4-3) Al Ahed Beyrouth
- 2024 : Al-Ansar Club 2-1 Al Ahed Beyrouth

## Sources
- (en) Palmarès de la Coupe du Liban sur le site RSSSF.com